# Трагопаны
Трагопа́ны (лат. Tragopan) — род птиц семейства фазановых.

## Описание
У птиц коренастое телосложение, клюв короткий. Их крылья закруглённые. Хвост состоит из 18 перьев и кажется при взгляде сбоку клиновидным. У птиц выражен половой диморфизм. Самцы окрашены ярко, при этом преобладают оттенки красного, коричневого и чёрного цветов. Оперение полностью формируется на втором году жизни. У самцов короткие шпоры. На голове по обеим сторонам вершины благодаря пещеристым телам образуются мясистые шишки, на горле с тонким оперением, ярко окрашенная кожа в форме лацкана. В оперении самок преобладают преимущественно оттенки коричневого цвета.

## Распространение
Птицы предпочитают густые, влажные горные леса на высоте от 1000 до 4000 м над уровнем моря. Область распространения простирается от Гималаев до гор северной Бирмы, а также Центрального и Южного Китая.

## Образ жизни
Трагопаны живут парами. Это очень робкие, осторожные и скрытные птицы. Они часто держатся в кроне деревьев, где не только питаются, но и гнездятся. Самка строит гнездо, выстилая его ветками и листьями. Иногда также используются покинутые гнёзда ворон или дневных хищных птиц. Самцы начинают токовать в марте. При этом раздуваются на короткое время мясистые шишки на голове, а также лацканы на горле. Самка кладёт с интервалом в 2 дня в целом от 3-х до 6-и кремовых с коричневыми крапинами яиц, из которых через 28 дней проклёвываются птенцы с относительно развитыми крыльями. На 3-й день птенцы уже летают с ветки на ветку. Питание трагопанов состоит преимущественно из частей растений, таких как почки и листья. Ягоды, семена и насекомые также поедаются в незначительном количестве.

## Виды
В роде пять видов:
- Черноголовый трагопан (Tragopan melanocephalus)
- Трагопан-сатир (Tragopan satyra)
- Серобрюхий трагопан (Tragopan blythii)
- Глазчатый трагопан (Tragopan temminckii)
- Буробрюхий трагопан (Tragopan caboti)